# Tóth Benő
Tóth Benő (Nagykőrös, 1874. november 8. – Nagykőrös, 1916. március 31.) református főgimnáziumi tanár.

## Élete
Tóth Ferenc református lelkész fia. Középiskoláit szülővárosában 1892-ig járta; a tanári pályára készülvén, felsőbb tanulmányait Budapesten, Jénában és Lipcsében végezte; a latin és német nyelv és irodalomból 1897-ben Budapesten oklevelet nyert. 1896. szeptember 1-jén a miskolci református főgimnáziumhoz választották meg a német nyelv tanszékére. A nyári szünidőket több ízben arra használta, hogy nyelv- és népismeretszerzés céljából Németországot és Svájcot meglátogatta. Elhunyt 1916. március 31-én, életének 42., házasságának 6., tanárságának 20. évében. Örök nyugalomra helyezték 1916. április 2-án délután a református egyház szertartása szerint. Neje Benkovics Franciska volt. 
Költeményeket írt a Nagykőrösbe; a Közérdekbe, a Nagykőrösi Ujságba és a miskolci Szabadságba írt cikkeket.

## Munkái
- Mohok és vadvirágok. Bpest, 1901. (Költemények. Ism. Vasárnapi Ujság 20. sz.).
- Beck Károly és «Jankó magyar csikós». Ford.